# Барсак (Дром)
Барсак (фр. Barsac) насеље је и општина у источној Француској у региону Рона-Алпи, у департману Дром која припада префектури Ди.
По подацима из 2011. године у општини је живело 155 становника, а густина насељености је износила 9,95 становника/km². Општина се простире на површини од 15,58 km². Налази се на средњој надморској висини од 402 метара (максималној 1.207 m, а минималној 305 m).

## Демографија
| 1962. | 1968. | 1975. | 1982. | 1990. | 1999. | 2011. |
| ----- | ----- | ----- | ----- | ----- | ----- | ----- |
| 133   | 135   | 133   | 111   | 116   | 141   | 155   |

График промене броја становника у току последњих година